# Голицино
Голицино (на руски: Голицыно) е град в Русия, разположен в Одинцовски район, Московска област. Населението му към 1 януари 2018 е 17 651 души.

## Известни личности
Починали в Голицино
- Владимир Пяст (1886 – 1940), писател